# Käthe Gold
Käthe Gold, eigentlich Katharina Stephanie Gold (* 11. Februar 1907 in Wien, Österreich-Ungarn; † 11. Oktober 1997 ebenda), war eine österreichische Schauspielerin.

## Leben und Wirken

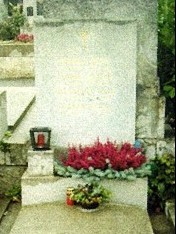
Grabstätte von Käthe Gold

Die Tochter eines Wiener Schlossergehilfen absolvierte eine Schauspielausbildung an der Akademie für Musik und darstellende Kunst Wien. Sie debütierte allerdings schon als Kind in Puccinis Madame Butterfly an der Wiener Staatsoper. Ihr erster Auftritt als „richtige“ Schauspielerin erfolgte 1926 als Bianca in Der Widerspenstigen Zähmung. Bis 1927 war sie am Stadttheater Bern engagiert. Weitere Stationen waren 1928 bis 1931 das Lobe-Theater in Breslau und die Münchner Kammerspiele, wo sie bis 1935 engagiert war. Im Jahre 1932 kam sie nach Berlin, wo sie bis 1944 blieb. Hier hatte sie ihren Durchbruch und feierte am Staatstheater ihre größten Erfolge: als Gretchen in Goethes Faust, als Ophelia in Shakespeares Hamlet und als Nora in Ibsens Nora oder Ein Puppenheim. Sie stand 1944 in der Gottbegnadeten-Liste des Reichsministeriums für Volksaufklärung und Propaganda.
Nach der Schließung aller deutschen Theater im August 1944 wechselte Käthe Gold an das Schauspielhaus Zürich, 1947 nach Wien ans Burgtheater und Akademietheater, an denen sie ebenfalls große Erfolge feierte. Gastspiele führten sie zu den Salzburger Festspielen, den Bad Hersfelder Festspielen und den Bregenzer Festspielen. Sie war eine der am meisten geachteten deutschsprachigen Bühnenschauspielerinnen, die eine Fülle von klassischen Frauenhauptrollen spielte.
Ihre Auftritte auf der Leinwand hielten sich in Grenzen. Im Film wirkte sie als Alkmene in Amphitryon – Aus den Wolken kommt das Glück (1935), Das Fräulein von Barnhelm (1940) und nach dem Krieg in Wolfgang Staudtes Rose Bernd (1957) und Hans-Jürgen Syberbergs Karl May (1974). 1985 nahm sie Abschied von der Bühne.
Käthe Gold starb 1997 im Alter von 90 Jahren. Sie wurde auf dem Sieveringer Friedhof (Gruppe 29, Reihe 5, Nummer 9) in Wien zu Grabe getragen.
Im Jahr 2016 wurde in Wien-Döbling (19. Bezirk) der Käthe-Gold-Weg nach ihr benannt.

## Filmografie
- 1912: Der Unbekannte (Mitwirkung unsicher)
- 1935: Amphitryon – Aus den Wolken kommt das Glück
- 1935: Der Ammenkönig
- 1937: Andere Welt
- 1939: Die unheimlichen Wünsche
- 1940: Das Fräulein von Barnhelm
- 1942/51: Augen der Liebe
- 1950: Der Wallnerbub (Das Jahr des Herrn)
- 1952: Palast Hotel (Palace Hotel)
- 1955: Nora
- 1957: Rose Bernd
- 1961: Der Bauer als Millionär
- 1962: Portrait einer Madonna
- 1962: Anatol
- 1968: Der Tod des Handlungsreisenden
- 1971: Der Wald
- 1973: Der Kommissar – Schwarzes Dreieck
- 1974: Der Kommissar – Ein Anteil am Leben
- 1974: Karl May
- 1976: Johann und Anna
- 1979: Abendlicht
- 1980: Die Reise ins tausendjährige Reich
- 1984: Einmal Moskau und zurück
- 1988: Derrick – Eine Reihe von schönen Tagen

## Auszeichnungen
- 1936: Staatsschauspielerin in Berlin
- 1952: Kammerschauspielerin in Wien
- 1960: Hans Reinhart-Ring
- 1963: Österreichisches Ehrenkreuz für Wissenschaft und Kunst[4]
- 1965: Josef-Kainz-Medaille für die Darstellung der Frau Page in Die lustigen Weiber von Windsor im Burgtheater
- 1967: Ehrenmedaille der Bundeshauptstadt Wien in Gold
- 1977: Großes Silbernes Ehrenzeichen für Verdienste um die Republik Österreich[4]
- 1982: Ehrenring der Stadt Wien
- 1988: Filmband in Gold für langjähriges und hervorragendes Wirken im deutschen Film